# 强度
極限抗拉强度是在外力作用下，材料抵抗破坏的能力，也可翻譯為極限拉伸強度，簡稱強度。
根据外力的作用方式，有多种强度指标，如抗拉强度、抗彎強度、抗剪强度等。当材料承受拉力时，强度性能指标主要是屈服强度和抗拉强度。
注意强度和硬度是本质上不同的概念。玻璃等硬而脆的物质虽然硬度大（变形与外力之比小）但强度小（在断裂之前能承受的总外力小）。对于同系列的金属，此二者可以有一定的对应关系。强度测量往往需要彻底毁坏材料，而硬度试验则毁坏较小或不毁坏。所以校定的硬度强度换算关系被用来由硬度推算强度。

## 金属材料的强度
是金属材料在外力作用下抵抗永久变形和断裂的能力。工程上常用来表示金属材料强度的指标有屈服强度和抗拉强度。

### 屈服强度
屈服强度是金属材料发生屈服现象时达到塑性变形发生而力不增加的应力点。
{\displaystyle \sigma _{s}={\frac {F_{s}}{A_{0}}}}
其中：
- {\displaystyle F_{s}} 为试样产生屈服现象时所承受的最大外力（N）
- {\displaystyle A_{0}} 试样原始截面积（mm2）
- {\displaystyle \sigma _{s}} 为试样的屈服强度（Mpa）

### 抗拉强度
抗拉强度是指金属材料在拉断前所能承受的最大应力。
{\displaystyle \sigma _{b}={\frac {F_{0}}{A_{0}}}}
- {\displaystyle F_{0}} 试样在断裂前的最大外力（N）
- {\displaystyle A_{0}} 试样原始截面积（mm2）
- {\displaystyle \sigma _{b}} 抗拉强度（Mpa）

## 三种不同材料之间的力学性能对比
|          | 退火球墨铸铁 | 铸态球墨铸铁管 | 灰口铁管 |
| 屈服强度 | ≥300MPa      | 未定义         | 未定义   |
| 抗拉强度 | ≥420MPa      | ≤300MPa        | ≥200 MPa |
| 延伸率   | ≥10%         | ≥3%            | ≤3%      |
| 断裂形式 | 塑性变形     | 突然断裂       | 突然断裂 |

对于球墨铸铁管而言，其试样实际就是取自插口处试样加工过后的试棒；对球墨铸铁管件而言，其试样通常是取自与管件同批的铁水铸出的Y型试块加工成的试棒。管材和管件的抗拉强度实验，就是用试棒拉断前的最大持续力除以试棒面积计算得出的抗拉强度。把试棒断裂的两部分拼在一起测量伸长的标距，用伸长标距与初始标距之比求得伸长率。不同的管材之间因为力学性能实验方法有别，所以某些管材宣传他们的力学性能甚至优于铸铁管是毫无根据的。
1. ↑  《新华词典》商务印书馆出版 1980年8月第一版 统一书号：9017.841